# Râul Camenca, Prut
Camenca este un râu din Câmpia Prutului de Mijloc, din nord-vestul Republicii Moldova, afluent de stânga a Prutului.

## Descriere
Izvorăște din apropierea satul Borosenii Noi, Rîșcani. Lungimea râului este de 99 km. Începe cursul spre sud-vest și întretaie șirul de toltre și formează un defileu. În avale de Cobani cotește spre sud formând o mulțime de bălți și lacuri. Versanții sunt asimetrici. Lățimea albiei este de 8-15 m, viteza cursului de apă - 0,3 m/s, adâncimea medie a râului - 0,1-0,4 m. Patul albiei este neted și mâlos, malurile sunt abrupte, stabile, în marea majoritate cu înălțimea de 0,3-2,0 m. În bazin s-au creat 11 lacuri de acumulare cu o suprafață totală de 925 ha, și peste 20 de acumulări mici (iazuri).

## Galerie

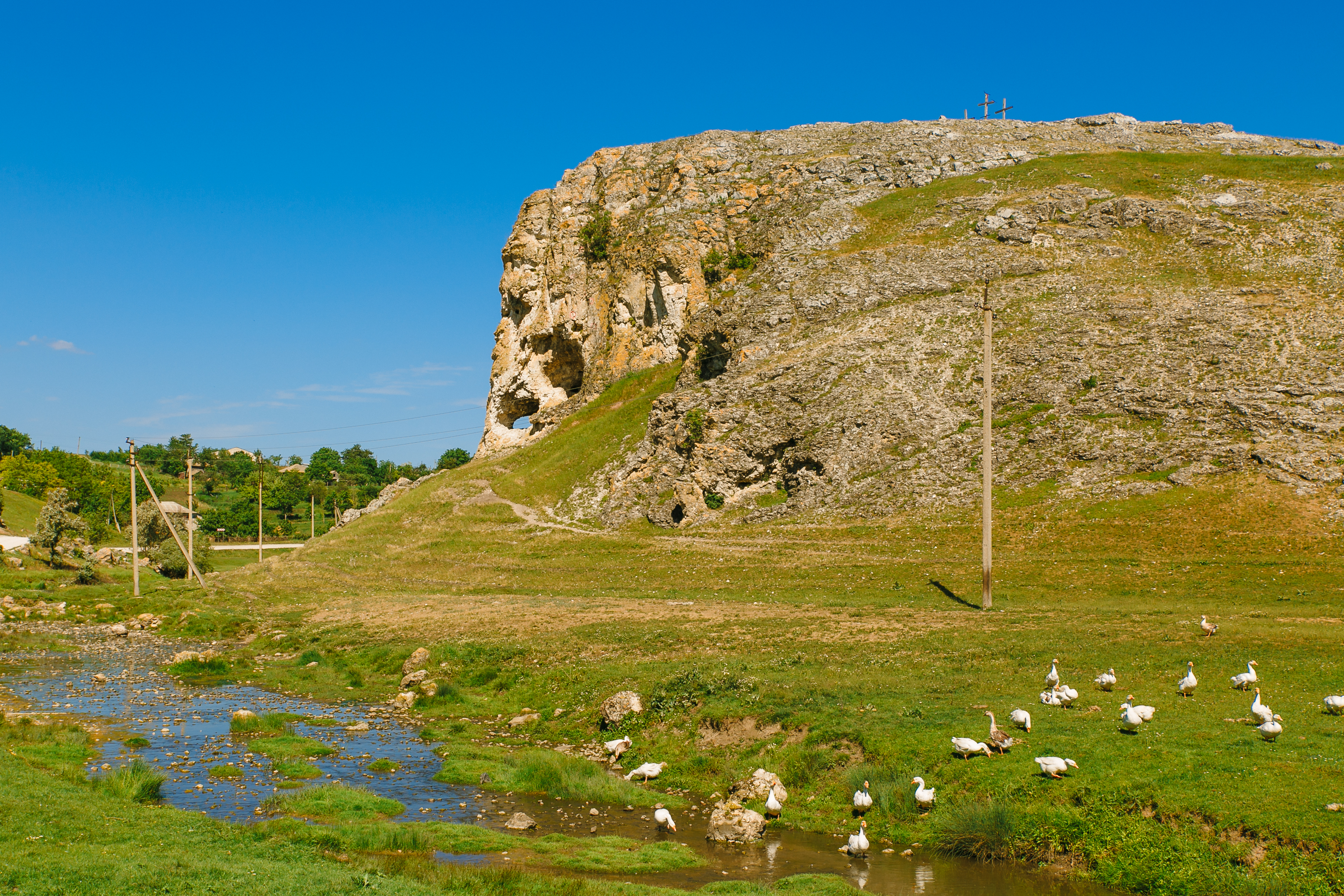
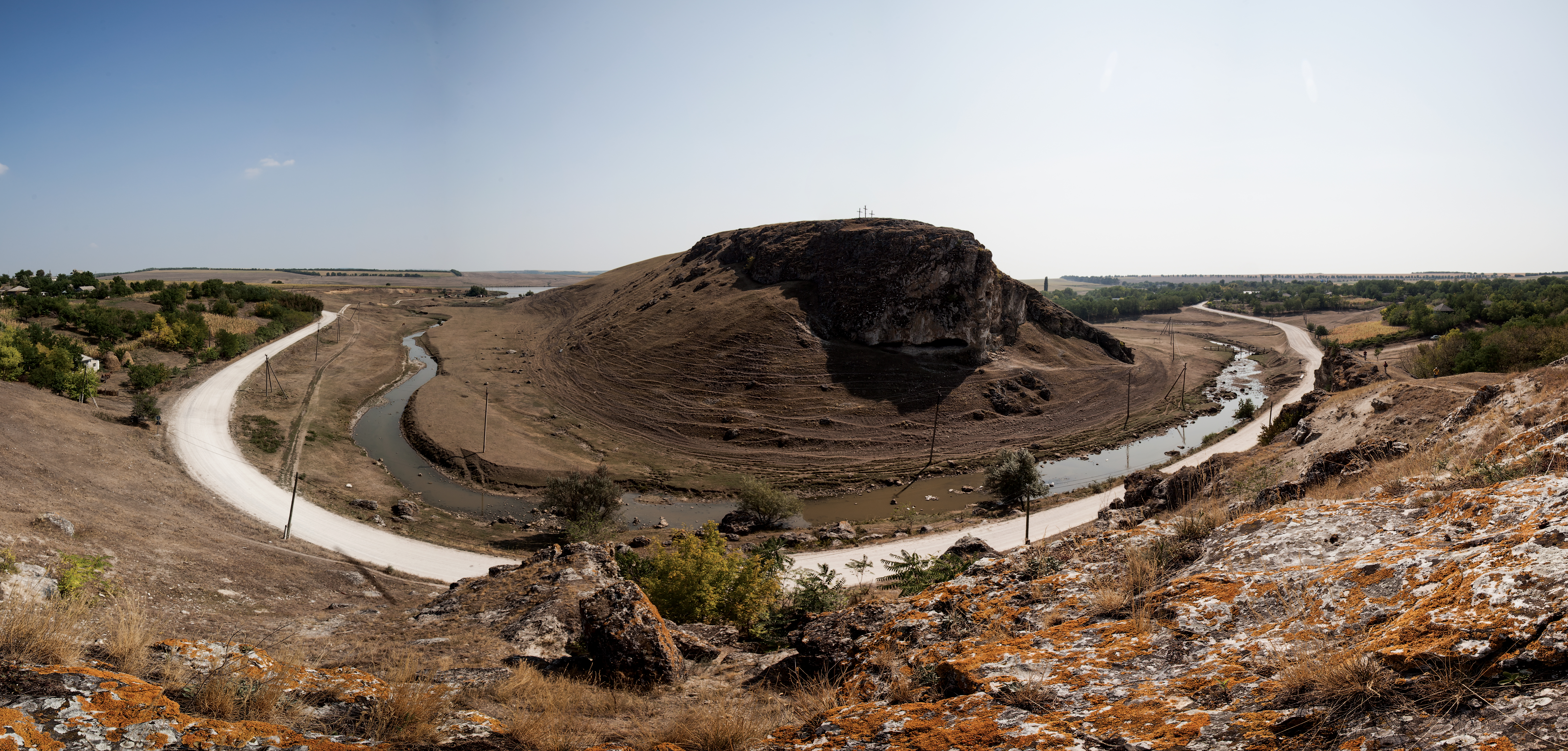